# Urgentni centar (američka TV serija)
Urgentni centar (engl. ER – Emergency Room) američka je televizijska serija medicinske tematike čiji je scenarista bio Majkl Krajton, američki pisac, a u Sjedinjenim Državama je emitovana na Televiziji NBC od septembra 1994. do aprila 2009. godine. Radnja se uglavnom odvija na Urgentnom odeljenju izmišljene Okružne bolnice u Čikagu. Serja je emitovana 15 sezona, postajući tako najdugovečnija medicinska serija ikada emitovana u udarnom terminu na američkim televizijama. Serija je osvojila 23 nagrade Emi, uključujući i onu za najbolju dramsku seriju (1996. godine), a za ovu prestižnu nagradu bila je nominovana 124 puta, više nego bilo koja druga serija u istoriji američke televizije. Poznatu muzičku temu na početku svake epizode komponovao je Džejms Njutn Hauard. Od 2006. pa do kraja emitovanja (2009), korišćena je tema kompozitora Martina Deviča.

## Nastanak
Pisac Majkl Krajton je 1974. napisao scenario zasnovan na iskustvima koja je sam imao kao lekar na specijalizaciji u prometnom urgentnom odeljenju jedne bolnice. Od scenarija nije bilo ništa, a Krajton se fokusirao na druge stvari. 1990. objavljuje roman Park iz doba Jure, a 1993. započinje saradnju sa rediteljem Stivenom Spilbergom na filmskoj adaptaciji ovog romana. Njih dvojica se zatim vraćaju scenariju za ER, ali odlučuju da od njega ne naprave igrani film, već da ga adaptiraju u pilot-epizodu u trajanju od dva sata za igranu seriju. Spilbergova producentska kuća angažuje Džona Velsa kao izvršnog producenta serije. Scenario za pilot-epizodu praktično je nepromenjen u odnosu na onaj koji je Krajton napisao 1974. Suzan Luis je u seriji žensko, dok je u originalnom scenariju taj lik pisan kao muška uloga, lik Pitera Bentona promenjen je u crnca, a vreme emitovanja skraćeno za 20-tak minuta, kako bi pilot-epizoda bila emitovana u trajanju od dva sata. Zbog nedostatka vremena i novca za izgradnju scenografije, pilot-epizoda je snimljena u napuštenoj losanđeleskoj bolnici Linda Vista Community, zatvorenoj 1990. godine. Ubrzo je u Warner Bros.-ovim studijima u Burbanku izgrađena scenografija po uzoru na Urgentni centar Opšte bolnice Okruga Los Anđeles, ali su mnoge scene snimane na lokacijama u Čikagu, najviše na stanicama poznate gradske železnice.
Stiven Spilberg je napustio projekat posle godinu dana produciranja serije, ali je doneo jednu ključnu odluku za dalji tok radnje: zadržan je lik Kerol Hetavej, koja umire na kraju originalnog scenarija. Krajtonu je, kao tvorcu scenarija, pripalo mesto izvršnog producenta. Džon Vels je na početku emitovanja takođe bio izvršni producent, a u početnim sezonama je bio i direktor serije. Vels je bio jedan od najkreativnijih scenarista, a u kasnijim sezonama je postao stalni reditelj serije. Linda Vudvord je bila deo ekipe koja je producirala prvu sezonu, a u postala je izvršni producent treće sezone. Preuzela je Velsovo mesto direktora serije u šestoj sezoni, pošto se ovaj fokusirao na seriju Treća smena. Na kraju šeste sezone napušta mesto izvršnog producenta, ali nastavlja da piše epizode Urgentnog centra. 
Posle Vudvordove, na mesto direktora serije dolazi Džek Ormen. On je angažovan kao scenarista i producent u četvrtoj sezoni, nakon kratkog ali uspešnog rada na seriji Vojni advokati. Ubrzo je unapređen, pa u sedmoj sezoni postaje izvršni producent i direktor serije. Napisao je mnoge epizode, a tri je i režirao. Dejvid Zejbel je bio glavni scenarista i izvršni producent u kasnijim sezonama. Počeo je da radi na seriji u osmoj, a izvršni producent postaje u dvanaestoj sezoni. Zejbel je bio najplodniji scenarista, a učestvovao je u stvaranju 41 epizode. U seriji se prvi put okušao i kao reditelj. Kristofer Čulek je režirao najviše epizoda, a radio je i kao producent svih 15 sezona. U 4. sezoni je postao izvršni producent, da bi s godinama polako smanjio svoje učešće kako bi se posvetio drugim projektima, ali je nastavio da radi kao producent-konsultant Urgentnog centra. Izvršni producenti serije bili su i pisci Kerol Flint, Nil Bir, R. Skot Džemil, Di Džonson, Džo Saš i Dženin Šerman Barios. Ekipa koja je radila na realizaciji serije primila je brojne nagrade: za najbolji scenario, režiju, produkciju, montažu, montažu zvuka, kasting i muziku.

## Likovi
Prvobitnu postavu serije činili su Entoni Edvards kao dr Mark Grin, Džordž Kluni kao dr Daglas Dag Ros, Šeri Strngfild kao dr Suzan Luis, Noa Vajl kao student medicine, a kasnije i lekar, Džon Karter, kao i Erik La Sale, u ulozi dr Pitera Bentona. Džulijana Margulis je imala gostujuću ulogu medicinske sestre Kerol Hetavej, ali je postala deo stalne ekipe. Tokom celog trajanja serije, dodavani su novi članovi ekipe, a stari su odlazili, dok su se glavni likovi zadržali po nekoliko sezona.
Pored protagonista, kroz seriju je prošlo i mnoštvo sporednih likova koji su imali važne uloge u pojedinim epizodama. To su, uglavnom, bile uloge službenika na šalteru, medicinskih sestara, a povremeno i lekara koji nisu bili deo glavne ekipe. Takođe, mnoge poznate ličnosti gostovale su u seriji.

## Uloge
| Lik             | Glumac             | Sezone   | Sezone | Sezone   | Sezone   | Sezone   | Sezone | Sezone | Sezone   | Sezone | Sezone   | Sezone   | Sezone   | Sezone | Sezone   | Sezone   |
| Lik             | Glumac             | 1        | 2      | 3        | 4        | 5        | 6      | 7      | 8        | 9      | 10       | 11       | 12       | 13     | 14       | 15       |
| --------------- | ------------------ | -------- | ------ | -------- | -------- | -------- | ------ | ------ | -------- | ------ | -------- | -------- | -------- | ------ | -------- | -------- |
| Mark Grin       | Entoni Edvards     | Glavni   | Glavni | Glavni   | Glavni   | Glavni   | Glavni | Glavni | Glavni   |        |          |          |          |        |          | Gost     |
| Daglas Ros      | Džordž Kluni       | Glavni   | Glavni | Glavni   | Glavni   | Glavni   | Gost   |        |          |        |          |          |          |        |          | Gost     |
| Suzan Luis      | Šeri Stringfild    | Glavni   | Glavni | Glavni   |          |          |        |        | Glavni   | Glavni | Glavni   | Glavni   | Glavni   |        |          | Gost     |
| Džon Karter     | Noa Vajl           | Glavni   | Glavni | Glavni   | Glavni   | Glavni   | Glavni | Glavni | Glavni   | Glavni | Glavni   | Glavni   | Epizodni |        |          | Epizodni |
| Kerol Hatavej   | Džulijana Margulis | Glavni   | Glavni | Glavni   | Glavni   | Glavni   | Glavni |        |          |        |          |          |          |        |          | Gost     |
| Piter Benton    | Erik La Sejl       | Glavni   | Glavni | Glavni   | Glavni   | Glavni   | Glavni | Glavni | Glavni   |        |          |          |          |        |          | Gost     |
| Džini Bule      | Glorija Ruben      | Gost     | Glavni | Glavni   | Glavni   | Glavni   | Glavni |        |          |        |          |          |          |        | Gost     |          |
| Keri Viver      | Lora Ins           |          | Gost   | Glavni   | Glavni   | Glavni   | Glavni | Glavni | Glavni   | Glavni | Glavni   | Glavni   | Glavni   | Glavni |          | Gost     |
| Ana Del Amiko   | Marija Belo        |          |        | Epizodni | Glavni   |          |        |        |          |        |          |          |          |        |          |          |
| Elizabet Kordej | Aleks Kingston     |          |        |          | Glavni   | Glavni   | Glavni | Glavni | Glavni   | Glavni | Glavni   | Glavni   |          |        |          | Gost     |
| Lusi Najt       | Keli Martin        |          |        |          |          | Glavni   | Glavni |        |          |        |          |          |          |        |          |          |
| Robert Romano   | Pol Mekrejn        |          |        |          | Epizodni | Epizodni | Glavni | Glavni | Glavni   | Glavni | Glavni   |          |          |        |          | Gost     |
| Luka Kovač      | Goran Višnjić      |          |        |          |          |          | Glavni | Glavni | Glavni   | Glavni | Glavni   | Glavni   | Glavni   | Glavni | Glavni   | Gost     |
| Kleo Finč       | Majkl Mišel        |          |        |          |          |          | Glavni | Glavni | Glavni   |        |          |          |          |        |          |          |
| Dejv Maluči     | Erik Paladino      |          |        |          |          |          | Glavni | Glavni | Glavni   |        |          |          |          |        |          |          |
| Džing-Mej Čen   | Ming-Na            | Epizodni |        |          |          |          | Glavni | Glavni | Glavni   | Glavni | Glavni   | Glavni   |          |        |          |          |
| Ebigejl Lokhart | Mora Tirni         |          |        |          |          |          | Glavni | Glavni | Glavni   | Glavni | Glavni   | Glavni   | Glavni   | Glavni | Glavni   | Glavni   |
| Majkl Galant    | Šarif Atkins       |          |        |          |          |          |        |        | Glavni   | Glavni | Glavni   | Gost     | Epizodni |        |          |          |
| Gregori Prat    | Meki Fajfer        |          |        |          |          |          |        |        | Epizodni | Glavni | Glavni   | Glavni   | Glavni   | Glavni | Glavni   | Glavni   |
| Nila Razgotra   | Parminder Nagra    |          |        |          |          |          |        |        |          |        | Glavni   | Glavni   | Glavni   | Glavni | Glavni   | Glavni   |
| Samanta Tagart  | Linda Kardelini    |          |        |          |          |          |        |        |          |        | Glavni   | Glavni   | Glavni   | Glavni | Glavni   | Glavni   |
| Rej Barnet      | Šejn Vest          |          |        |          |          |          |        |        |          |        |          | Glavni   | Glavni   | Glavni |          | Gost     |
| Arčibald Moris  | Skot Grajms        |          |        |          |          |          |        |        |          |        | Epizodni | Epizodni | Glavni   | Glavni | Glavni   | Glavni   |
| Entoni Gejts    | Džon Stamos        |          |        |          |          |          |        |        |          |        |          |          | Gost     | Glavni | Glavni   | Glavni   |
| Sajmon Brener   | Dejvid Lajons      |          |        |          |          |          |        |        |          |        |          |          |          |        | Epizodni | Glavni   |
| Ketrin Benfild  | Anđela Beset       |          |        |          |          |          |        |        |          |        |          |          |          |        |          | Glavni   |

## Sezone
Serija Urgentni centar broji 15 sezona i 331 epizodu.
| Sezona | Sezona | Epizoda | Premijerno emitovanje | Premijerno emitovanje |
| Sezona | Sezona | Epizoda | Početak emitovanja    | Završetak emitovanja  |
| ------ | ------ | ------- | --------------------- | --------------------- |
|        | 1      | 25      | 19. septembar 1994.   | 18. мај 1995.         |
|        | 2      | 22      | 21. septembar 1995.   | 16. мај 1996.         |
|        | 3      | 22      | 26. septembar 1996.   | 15. мај 1997.         |
|        | 4      | 22      | 25. septembar 1997.   | 14. maj 1998.         |
|        | 5      | 22      | 24. septembar 1998.   | 20. maj 1999.         |
|        | 6      | 22      | 30. septembar 1999.   | 18. maj 2000.         |
|        | 7      | 22      | 12. oktobar 2000.     | 17. maj 2001.         |
|        | 8      | 22      | 27. septembar 2001.   | 16. maj 2002.         |
|        | 9      | 22      | 26. septembar 2002.   | 15. maj 2003.         |
|        | 10     | 22      | 25. septembar 2003.   | 13. maj 2004.         |
|        | 11     | 22      | 23. septembar 2004.   | 19. maj 2005.         |
|        | 12     | 22      | 22. septembar 2005.   | 18. maj 2006.         |
|        | 13     | 23      | 21. septembar 2006.   | 17. maj 2007.         |
|        | 14     | 19      | 27. septembar 2007.   | 15. maj 2008.         |
|        | 15     | 22      | 25. septembar 2008.   | 2. april 2009.        |

## Emitovanje
Urgentni centar je premijerno prikazan na NBC-ju 19. septembra 1994. godine u 9 sati uveče. Posle tri dana, termin emitovanja je promenjen na utorak u 10, što se nije menjalo tokom svih 15 sezona. Drugog aprila 2008. godine, NBC saopštava da će 15. sezona serije ujedno biti i poslednja. Planirano je da ona sadrži 19 epizoda i završnu dvočasovnu epizodu koja bi se emitovala 12. 3. 2009. godine, ali je januara 2009. saopšteno da će poslednja sezona biti prošire na 22 epizode. Poslednja epizoda serije emitovana je 2. aprila 2009. Trajala je dva sata, a prethodila joj je jednočasovna retrospektiva starih epizoda. Serija je u Srbiji emitovana na RTV Pink. Više puta je menjala termin, a prikazana je samo do devete sezone, kada je emitovanje stalo.

## Epizode
U najpoznatije epizode svakako spada epizoda Ambush (Zaseda) iz 1997. godine, koja je emitovana uživo. U njoj kamermani NBC-ja igraju ekipu Televizije PBS koja snima dokumentarac u bolnici. Epizoda je snimana dvaput: drugi put 3 sata posle originalnog emitovanja, kako bi gledaoci na zapadnoj obali SAD takođe mogli da prate epizodu uživo. Ova epizoda osvojila je brojne nagrade.
Većina epizoda fokusirana je na Urgentni centar, tako da su gotovo sve scene snimane unutar bolnice, ali obično postoji makar jedna scena snimana i van bolnice. Pored toga, većina sezona ima i jednu ili više epizoda koje se dešavaju van Urgentnog centra, često i van Čikaga. U jednoj od prvih takvih epizoda radi se o putovanju u okolini Las Vegasa (dr Grin i dr Ros). U osmoj sezoni, radi se o Havajima (dr Grin i dr Kordej); u 9. i 10. sezoni, u pitanju je Demokratska Republika Kongo (dr Karter i dr Kovač), dok 12. sezona obuhvata priču koja se dešava u sudanskoj pokrajini Darfur (dr Pret i dr Karter- koji se pojavljuje kao specijalni gost, pošto je Noa Vajli prethodno napustio seriju)

## Spoljašnje veze
- Zvanični veb-sajt